# جوزيف إتش تشووت جونيور
جوزيف إتش تشووت جونيور (بالإنجليزية: Joseph H. Choate, Jr.)‏ هو محامي أمريكي، ولد في 2 فبراير 1876، وتوفي في 19 يناير 1968.